# Мерлин (белок)
Мерлин (нейрофибромин 2 или шванномин) — белок цитоскелета. У людей это опухолевый супрессорный белок, вовлеченный в нейрофиброматоз 2-го типа. Его аминокислотная последовательность демонстрирует сходство с белками семейства ERM.
Название «мерлин» — это акроним слов «Моэзин-Эзрин-Радиксин-подобный белок» (Moesin-Ezrin-Radixin-Like Protein).

## Гены
Человеческий мерлин закодирован в гене NF2 в 22-й хромосоме. У мышей ген мерлина расположен в 11-й хромосоме, а у крыс в 17-й. У дрозофилы этот ген находится в первой хромосоме и на 58 % соответствует человеческому аналогу. Другие «мерлиноподобные» гены известны у большого количества животных. Считается, что образование мерлина произошло у ранних многоклеточных. Мерлин — член семейства ERM, включающего также эзрин, моэзин и радиксин и входящего в надсемейство белков 4.1. Мерлин также известен как шванномин (название, образованное от шванномы — наиболее частой опухоли у пациентов с фенотипом NF2).

## Структура
Мерлин у позвоночных — это белок весом 70 КДа. Известно 10 изоформ молекул человеческого мерлина (полная молекула состоит из 595 аминокислот). Две самые похожие изоформы, найденные также у мышей, названы тип 1 и тип 2. Они различаются отсутствием или наличием экзона 16 или 17, соответственно. Все известные варианты имеют сохраненный N-конец, состоящий из FERM-домена (домен, обнаруживаемый у большинства белков, образующих мембранный цитоскелет). За FERM-доменом следует альфа-спиральный домен и гидрофильный «хвост». Мерлин димеризуется, образуя гомодимеры, и гетеродимеризуется с другими белками ERM-семейства.

## Функции
Мерлин — белок, являющийся «строительными лесами» мембранного цитоскелета, то есть соединяющий актиновые филаменты с клеточной мембраной или с мембранными гликопротеинами. Человеческий мерлин в основном обнаруживается в нервных тканях, но также и в некоторых зародышевых тканях, и в основном он сосредоточен в адгезивных контактах. Его свойства как опухолевого супрессора связаны с контактным торможением. Мерлин дрозофилы выделяется в эмбриональной кишке, слюнных железах и в имагинальных дисках и играет несколько другую роль, чем у позвоночных.
Известно, что фосфорилирование серина в позиции 518 приводит к изменению функционального состояния мерлина. Предполагается, что сигнальный путь мерлина включает различные молекулы, в их числе eIF3c, CD44, протеинкиназа A и p21 активированные киназы, контролирующие рост клеток.
Мутации гена NF2 вызывают у людей аутосомно-доминантное заболевание, называемое нейрофиброматозом 2-го типа. Оно характеризуется развитием опухолей нервной системы, чаще всего двусторонних вестибулярных шванном (также называемых акустическими невромами). NF2 принадлежит к группе генов — опухолевых супрессоров.

## Взаимодействие
Известно, что мерлин взаимодействует с HGS, CUL4A, VIL2, SDCBP, VPRBP, RIT1, SPTBN1, MED28 и DDB1.